# Cycle Sunshine Coast
Le Cycle Sunshine Coast est une course cycliste australienne disputée en plein cœur de la région côtière de la Sunshine Coast (Queensland). Créé en 2021, cette compétition comprend une épreuve pour les hommes et une autre pour les femmes. Elle fait partie du calendrier du National Road Series,. 

## Palmarès

### Hommes
| Année | Vainqueur                  | Deuxième      | Troisième               |
| ----- | -------------------------- | ------------- | ----------------------- |
| 2021  | Brenton Jones              | Cameron Scott | Matthew Dinham          |
| 2022  | Zac Marriage               | Samuel Jenner | James Panizza           |
| 2023  | Alastair Christie-Johnston | Samuel Jenner | Torben Partridge-Madsen |

### Femmes
| Année | Vainqueur             | Deuxième         | Troisième         |
| ----- | --------------------- | ---------------- | ----------------- |
| 2022  | Danielle De Francesco | Matilda Raynolds | Ruth Corset       |
| 2023  | Emily Watts           | Ruth Corset      | Katelyn Nicholson |